# Eucodonia andrieuxii
Eucodonia andrieuxii vrsta trajnice iz porodice gesnerijevki (Gesneriaceae).  Južnomeksički endem s brojnim kultivarima (Eucodonia andrieuxii 'Naomi').

## Sinonimi
- Achimenes andrieuxii DC.
- Gloxinia micrantha M.Martens & Galeotti
- Trevirana andrieuxii (DC.) D.Dietr.